# Спрінгфілд Тауншип (округ Бакс, Пенсільванія)
Спрінгфілд Тауншип (англ. Springfield Township) — селище (англ. township) в США, в окрузі Бакс штату Пенсільванія. Населення — 5175 осіб (2020).

### Клімат
| Клімат : Спрінгфілд Тауншип  | Клімат : Спрінгфілд Тауншип | Клімат : Спрінгфілд Тауншип | Клімат : Спрінгфілд Тауншип | Клімат : Спрінгфілд Тауншип | Клімат : Спрінгфілд Тауншип | Клімат : Спрінгфілд Тауншип | Клімат : Спрінгфілд Тауншип | Клімат : Спрінгфілд Тауншип | Клімат : Спрінгфілд Тауншип | Клімат : Спрінгфілд Тауншип | Клімат : Спрінгфілд Тауншип | Клімат : Спрінгфілд Тауншип | Клімат : Спрінгфілд Тауншип |
| Показник                     | Січ.                        | Лют.                        | Бер.                        | Квіт.                       | Трав.                       | Черв.                       | Лип.                        | Серп.                       | Вер.                        | Жовт.                       | Лист.                       | Груд.                       | Рік                         |
| Середній максимум, °C        | 3,1                         | 5,0                         | 9,7                         | 16,4                        | 21,9                        | 26,7                        | 28,9                        | 28,0                        | 24,2                        | 17,9                        | 11,8                        | 5,4                         | 16,7                        |
| Середня температура, °C      | −1,7                        | −0,3                        | 4,1                         | 10,2                        | 15,6                        | 20,6                        | 23,1                        | 22,1                        | 18,1                        | 11,7                        | 6,4                         | 0,8                         | 10,9                        |
| Середній мінімум, °C         | −6,6                        | −5,5                        | −1,6                        | 3,8                         | 9,2                         | 14,4                        | 17,1                        | 16,3                        | 11,9                        | 5,6                         | 0,9                         | −3,9                        | 5,2                         |
| Норма опадів, мм             | 87                          | 72                          | 93                          | 105                         | 110                         | 112                         | 128                         | 103                         | 117                         | 112                         | 95                          | 103                         | 1236                        |
| Вологість повітря, %         | 68.4                        | 64.8                        | 60.3                        | 59.0                        | 63.5                        | 69.5                        | 69.5                        | 72.3                        | 73.1                        | 71.4                        | 69.8                        | 70.1                        | 67.7                        |
| ---------------------------- | --------------------------- | --------------------------- | --------------------------- | --------------------------- | --------------------------- | --------------------------- | --------------------------- | --------------------------- | --------------------------- | --------------------------- | --------------------------- | --------------------------- | --------------------------- |
| Джерело: PRISM Climate Group |                             |                             |                             |                             |                             |                             |                             |                             |                             |                             |                             |                             |                             |

## Демографія
Згідно з переписом 2010 року, у селищі мешкало 5035 осіб у 2017 домогосподарствах у складі 1476 родин. Було 2142 помешкання
Расовий склад населення:
| - 97,6 % — білих - 0,8 % — азіатів - 0,4 % — чорних або афроамериканців - 0,1 % — корінних американців |

До двох чи більше рас належало 0,7 %. Частка іспаномовних становила 1,5 % від усіх жителів.
За віковим діапазоном населення розподілялося таким чином: 19,6 % — особи молодші 18 років, 63,2 % — особи у віці 18—64 років, 17,2 % — особи у віці 65 років та старші. Медіана віку мешканця становила 47,3 року. На 100 осіб жіночої статі у селищі припадало 104,5 чоловіків;  на 100 жінок у віці від 18 років та старших — 105,6 чоловіків також старших 18 років.
Середній дохід на одне домашнє господарство  становив 81 910 доларів США (медіана — 61 652), а середній дохід на одну сім'ю — 97 165 доларів (медіана — 86 020). За межею бідності перебувало 6,8 % осіб, у тому числі 9,3 % дітей у віці до 18 років та 4,6 % осіб у віці 65 років та старших.
Цивільне працевлаштоване населення становило 2616 осіб. Основні галузі зайнятості: виробництво — 18,5 %, освіта, охорона здоров'я та соціальна допомога — 15,4 %, будівництво — 12,0 %, науковці, спеціалісти, менеджери — 11,7 %.